# Bertha Weber

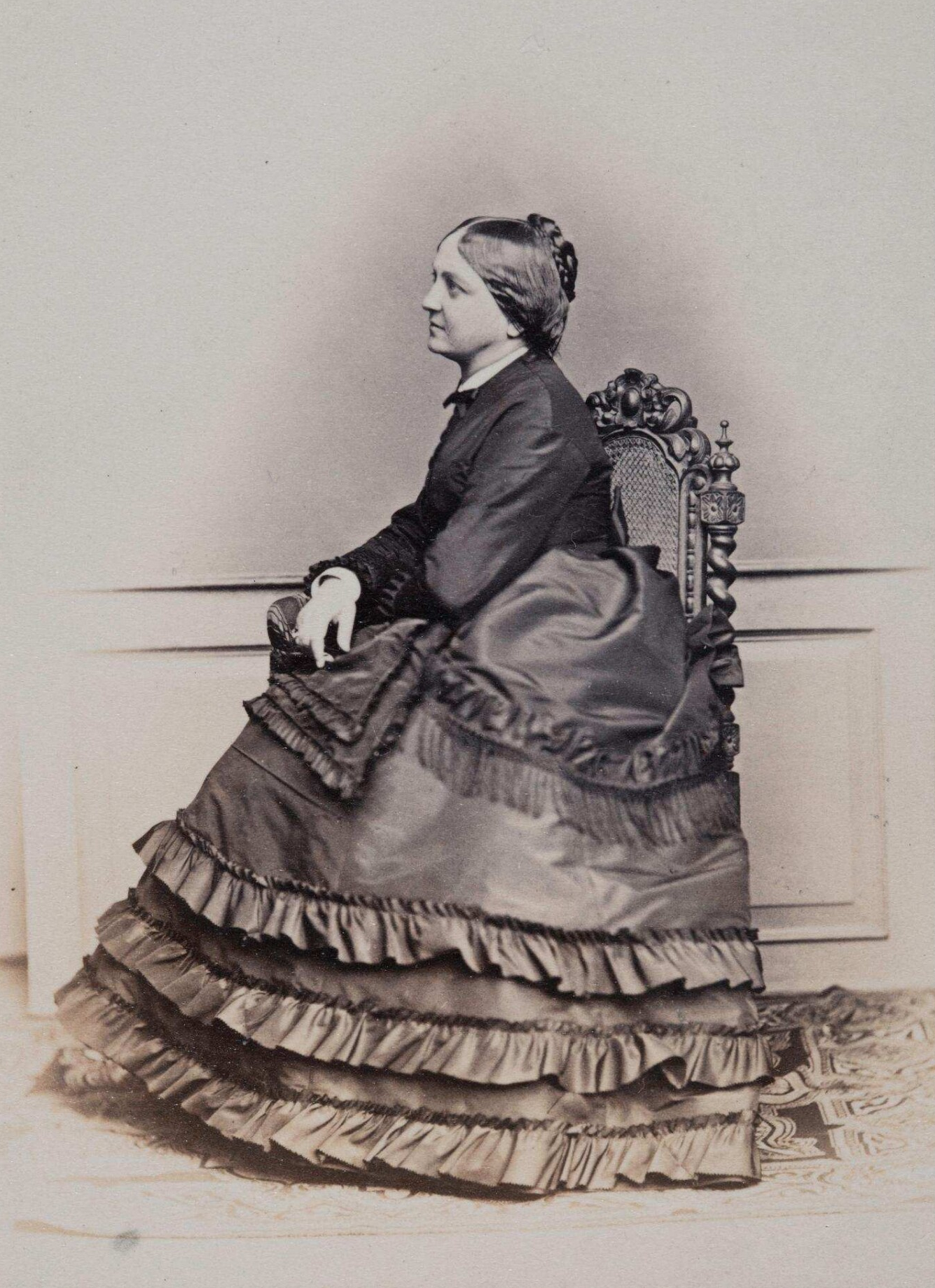
Bertha Weber 1870 auf einer Fotografie von Conrad Albus

Bertha Rosalie Weber, auch Bertha von Weber, (* 1835; † 9. März 1903 in Radebeul oder Dresden) war eine deutsche Hofschauspielerin und Opernsängerin der Stimmlagen Sopran und Mezzosopran.

## Leben
Weber sang zunächst 1,5 Jahre im Chor der Dresdner Hofoper und nahm Gesangsunterricht bei Friederike Funk, Marie Börner-Sandrini und Maschinka Schneider. Im Juni 1854 war sie in Carl Maria von Webers Freischütz als Ännchen in einer Inszenierung der Dresdner Hofoper zu sehen und ging im selben Jahr an das Stadttheater Görlitz, wo sie sechs Monate lang auftrat. In Görlitz war sie in jugendlichen Rollen und Soubrettenrollen zu sehen und galt als „Anfängerin mit schöner Stimme, der aber noch die Bühnenroutine fehlte, um allen Rollen gerecht werden zu können“. Sie kehrte für mehrere Gastspiele nach Dresden zurück und wurde im Mai 1855 festes Ensemblemitglied der Dresdner Hofoper, an der sie bis zu ihrer Pensionierung im April 1885 auftrat.
Zu ihren Rollen gehörten unter anderem die Marie in Albert Lortzings Zar und Zimmermann (1855), Gretchen in Richard Genées Ein moderner Faust (1856), Eurydice in Jacques Offenbachs Orpheus in der Unterwelt (1861, im selben Jahr auch Gastspiel am Stadttheater Görlitz), Magdalene in Richard Wagners Die Meistersinger von Nürnberg (1869), Giovanna in Giuseppe Verdis Rigoletto (1873, 1874) und Annina in Verdis La Traviata (1875). Neben Auftritten im Königlichen Hoftheater, dem Interimsbau am Zwingerwall und der Semperoper trat Weber auch im Albert-Theater auf. Sie gab zudem Konzerte: Im Februar 1856 und März 1858 sang sie bei den Großen Konzerten zum Besten des Unterstützungs-Fonds für die Witwen und Waisen der Königlichen musikalischen Kapelle unter anderem an der Seite von Aloysia Krebs-Michalesi, Anton Mitterwurzer und Jenny Bürde-Ney. Im November 1858 war Weber mit Organist Hermann Langer und Instrumentalistin Josephine Bondy im Rahmen der Konzertreihe des Musikvereins Euterpe in Leipzig zu sehen.

## Ehrung
Weber lebte zunächst in Dresden auf der Marienstraße 9 (1855) und der Trabantengasse 8 (1856), bevor sie nach Serkowitz umzog. Die Lößnitzgemeinde Serkowitz benannte 1877 die Straße, in der Weber in ihrer eigenen Villa, der Nr. 1, wohnte, ihr zu Ehren Weberstraße. Nach dem Straßenausbau 1900 wurde deren Verlängerung in Oberlößnitz, die Hohe Straße, 1902 zur Weberstraße dazugeschlagen. Im Jahr 1903 erhielt ihre Villa daher für ein Jahr die neue Anschrift Weberstraße 3, bevor sie im Folgejahr erneut die Nummer 1 trug. Ab 1906 und noch in den 1940er-Jahren hieß Webers Villa Villa Jugendtraum. Nach Webers Tod 1903 wurde die Straßenwidmung amtlicherseits auf Carl Maria von Weber umgewidmet.